# Whakamoke hunahuna
Whakamoke hunahuna – gatunek pająka z rodziny Malkaridae i podrodziny Tingotinginae. Występuje endemicznie na Nowej Zelandii.

## Taksonomia
Gatunek ten opisany został po raz pierwszy w 2020 roku przez Gustava Hormigę i Nikolaja Scharffa na łamach Invertebrate Systematics w ramach rewizji taksonomicznej nowozelandzkich Malkaridae. Jako miejsce typowe wskazano Hindon Road w Outram na zachód od Dunedin. Epitet gatunkowy oznacza w języku maoryskim „rzadko widywany”, „skryty”, i odnosi się do pojedynczego znalezionego okazu gatunku.

## Morfologia
Jedyny znany okaz jest samcem o 3,17 mm długości ciała. Prosoma jest ciemnobrązowa, w widoku bocznym prostokątna, pozbawiona podziału na część głowową i tułowiową, ma 1,33 mm długości i 1,01 mm szerokości. Jamka karapaksu wykształcona jest w postaci podłużnej linii u osiągającej 0,14 jego długości. Wszystkie oczy oddalone są od siebie na odległości mniejsze niż ich średnice. Oczy środkowych par rozstawione są na planie czworokąta o przedniej krawędzi tak szerokiej jak tylna. Wysokość nadustka jest 2,7 raza większa od średnicy oczu pary przednio-środkowej. Szczękoczułki mają dwa zęby na krawędzi przedniej, dwa zęby na krawędzi tylnej i niewielką nabrzmiałość w części nasadowej od strony przedniej. Sternum jest tarczowate, owalne. Odnóża pierwszej pary mają uda około 1,4 raza dłuższe od karapaksu. Opistosoma (odwłok) ma ciemnobrązowe, silnie zesklerotyzowane skutum i brązowe dyski ze szczecinkami.
Nogogłaszczki samca mają przeciętnie spiczaste w widoku grzbietowym cymbium, długie, przysadziste i u szczytu spiczaste paracymbium, krótki, krótszy niż u W. heru i W. rakiura embolus nie osiągający nasadowej apofizy konduktora oraz zakrywający połowę długości embolusa wyrostek sierpowaty konduktora.

## Ekologia i występowanie
Biologia i ekologia gatunku pozostają nieznane, jako że miejsce typowe zostało przekształcone przez człowieka przed opisaniem siedliska.
Gatunek ten występuje endemicznie na Wyspie Południowej Nowej Zelandii. Znany jest tylko z miejsca typowego na południu wyspy. 